# アンドレ・ボーモン

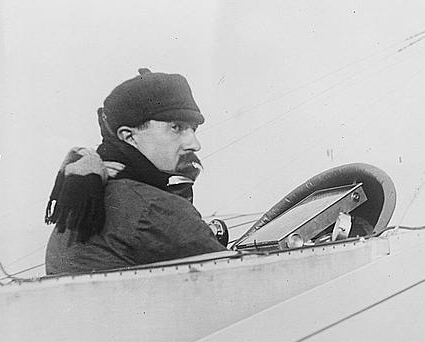
アンドレ・ボーモン

アンドレ・ボーモン（André Beaumont 、本名、ジャン・ルイ・コノー、Jean Louis Conneau 、1880年2月8日 - 1937年8月5日）は初期のフランスのパイロット、海軍士官、飛行艇の設計者である。1910年代初めの飛行機レースで活躍した。
ロデーヴで生まれた。1910年12月7日に航空免許(#322)を取得し、軍の飛行免許は12月18日に取得した。1911年に行われた長距離飛行レースに出場し、3つのレースで優勝した。5月末のにパリ-ローマ間レースで優勝し、7月7日にヨーロッパ周回レース（パリ-リエージュ-スパ-ユトレヒト-ブリュセッル-カレー-ロンドン-カレー-パリ)で優勝し、7月26日にロンドン、スコットランド間のデーリーメール杯イギリス周回レースにも優勝した。ヨーロッパ周回レースでは、重大事故が起こり、担当エンジニアとチームメートのレオン・ルマルタンが死亡した。
1913年に、飛行艇の製造会社、Franco-British Aviation (FBA) の設立者の一人となった。FBAはロンドンに本社を置いて、パリで英仏海軍向けの飛行艇を製造した。第一次世界大戦中は各地の飛行艇部隊を率いた。1915年から1919年までFBAの飛行艇の完成度を高めた。水上機の開発を行ったフランスのメーカー、ドネ・レヴェクの技術ディレクターになった。